# Pelvimetro

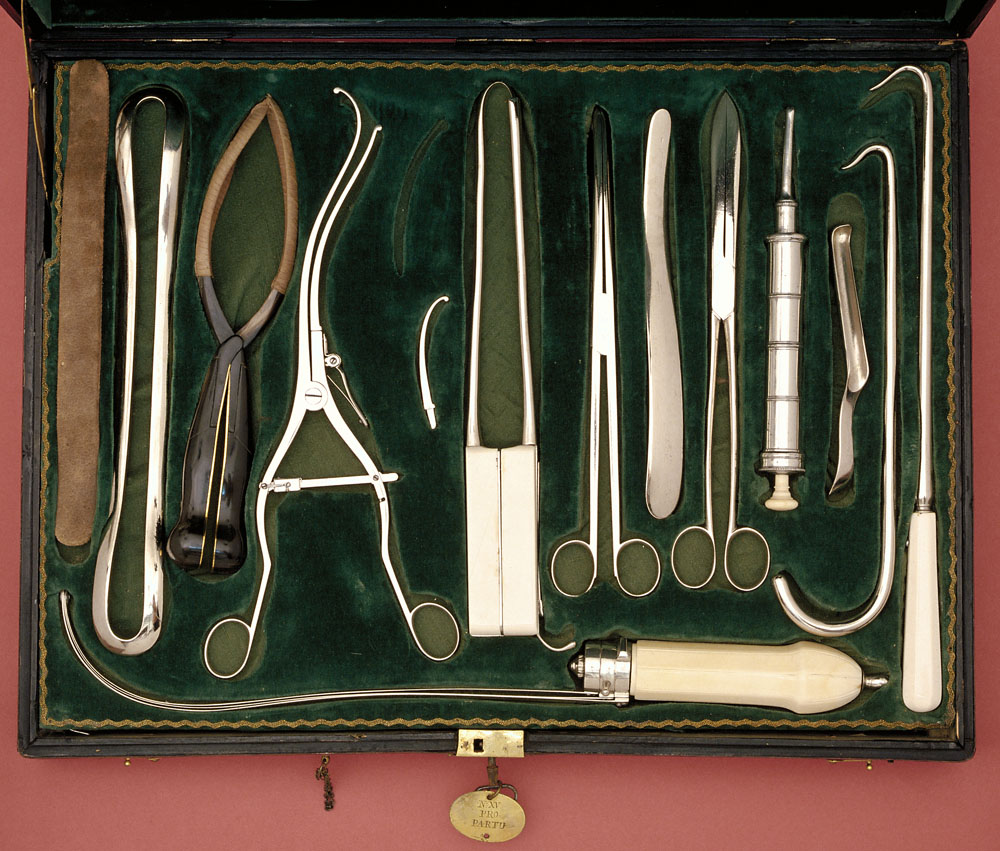
Pelvimetro tra i ferri chirurgici di Giovanni Alessandro Brambilla. Museo Galileo, Firenze.

Il pelvimetro è uno strumento per la misurazione delle dimensioni pelviche e dunque per valutare la eventuale difficoltà nell'espletamento del parto.